# زيندزي مانديلا
زيندزي مانديلا (بالإنجليزية: Zindzi Mandela) ( 23 ديسمبر 1960  م - 13 يوليو 2020  م) هي سياسية، ودبلوماسية جنوب أفريقية، ولدت في جوهانسبرغ. وهي ابنة الزعيم الراحل نيلسون مانديلا.

## مناصب
تولت منصب سفير.

## التعليم
تعلمت في جامعة كيب تاون.

## وفاتها
أُعلن في 13 يوليو 2020 عن وفاتها مساء اليوم السابق من نفس الشهر في مدينة جوهانسبرغ ؛ حيث أعلن ابنها بامباتا (بالإنجليزية: Bambatha) خبر وفاتها عبر حسابه على تويتر.

### سبب الوفاة
لم يتم الكشف عن سبب وفاتها حتى الآن؛ في حين قالت وزيرة العلاقات الدولية والتعاون ناليدي باندور إن إدارتها ما زالت تجمع المعلومات عن وفاة زيندزي مانديلا.

## وصلات خارجية
- زيندزي مانديلا على موقع IMDb (الإنجليزية)
- زيندزي مانديلا على موقع روتن توميتوز (الإنجليزية)

- زيندزي مانديلا في قاعدة بيانات الأفلام على الإنترنت